# Bernard Fresson
Bernard Fresson (n. 27 mai 1931, Reims, Franța – d. 20 octombrie 2002, Paris, Franța) a fost un actor francez care a lucrat în principal în film.
Născut la Reims, Fresson a urmat cursurile Lycée privé Sainte-Geneviève, specializarea în drept. A studiat la ora de teatru a Taniei Balachova la Paris și mai târziu s-a alăturat Teatrului Național Popular al lui Jean Vilar de la Palais de Chaillot.
Și-a făcut debutul pe ecran în filmul lui Alain Resnais, Hiroshima, dragostea mea, ca soldat german. Rolurile sale notabile în film includ: Gilbert în La Prisonnière (1968), Inspectorul Barthelmy în Filiera II a lui John Frankenheimer (1975), Scope în Le locataire de Roman Polanski (1976), Francis în Garçon! (1983), Morin în The Street of No Return (1989) și Vincent Malivert în Place Vendôme (1998). A apărut și în filmul Z al lui Costa-Gavras din 1969.
Pentru rolurile sale din Garçon! și Place Vendôme, Fresson a primit o nominalizare la César pentru cel mai bun actor în rol secundar.
Bernard Fresson a absolvit HEC Paris în 1953.